# Juan Bautista Martí
Juan Bautista Martí (siglo XVII, Vich - siglo XVIII) Militar austracista durante la Guerra de Sucesión Española, estuvo al servicio de los Tres Comunes durante la Campaña de Cataluña (1713-1714). 

## Biografía
Hijo del jurista Juan Antonio Anton Martí, participó junto con su hermano José Antonio Martí en el alzamiento militar austracista de Vich de 1705. En recompensa fue nombrado teniente coronel de las Reales Guardias Catalanas, la guardia de corps del pretendiente al trono español Carlos de Austria. En 1711 él y su amigo José Moragull estuvieron implicados en un affair al raptar y tratar de casarse con una joven menor de edad, heredera de la portentosa familia de los Rexart. El padre de la joven protestó enérgicamente ante Carlos de Austria, quien ordenó la detención de los dos, la destitución de su rango en las Reales Guardias, y su destierro a Roma. 
En 1713 fue persuadido de que obtendría dispensa papal para su deseado matrimonio si colaboraba en la pacificación de Cataluña. En Barcelona se acababa de declarar la continuación de la guerra y necesitados de hombres para engrosar las filas del ejército de Cataluña fue nombrado oficial, mientras su amigo José Moragull era ascendido a brigadier. Protagonizó varias disensiones entre los oficiales del ejército y en julio de 1714 intentó convencer al coronel Pablo Tohar, gobernador de la fortaleza de Monjuich, para que participara en un complot y facilitara la caída de Barcelona. Finalmente la noche del 16 de julio de 1714 él, junto con su hermano el general José Antonio Martí y su amigo el brigadier José Moragull, mas varios oficiales de su confianza, desertaron al campo borbónico. El mariscal Berwick ordenó su detención y fueron llevados presos a Peñíscola. Finalizada la guerra en septiembre de 1714, juraron fidelidad a Felipe V y solicitaron ingresar en las filas de su ejército. En 1719 los hermanos Martí servían en el regimiento de infantería Barcelona a las órdenes de Felipe V de España.